# Tridactyle trimikeorum
Tridactyle trimikeorum är en orkidéart som beskrevs av Dare. Tridactyle trimikeorum ingår i släktet Tridactyle och familjen orkidéer.
Artens utbredningsområde är Zimbabwe. Inga underarter finns listade i Catalogue of Life.